# Імператор Австрії
Імператор Австрії (нім. Kaiser von Österreich, Kaiser von Oesterreich (прапопис до 1918)) — спадковий імператорський титул, який було проголошено в 1804 році імператором Священної Римської імперії Францом II, з династії Габсбурги-Лотаринги.
Титул використовувався правителями Австро-Угорської імперії, поки імператор Карл І не відрікся престолу 1918 року. Імператори зберегли лише титул ерцгерцога Австрії.
Дружини імператорів носили титул імператриці, тоді як інші члени родини мали титули ерцгерцог або ерцгерцогиня.

## Історія

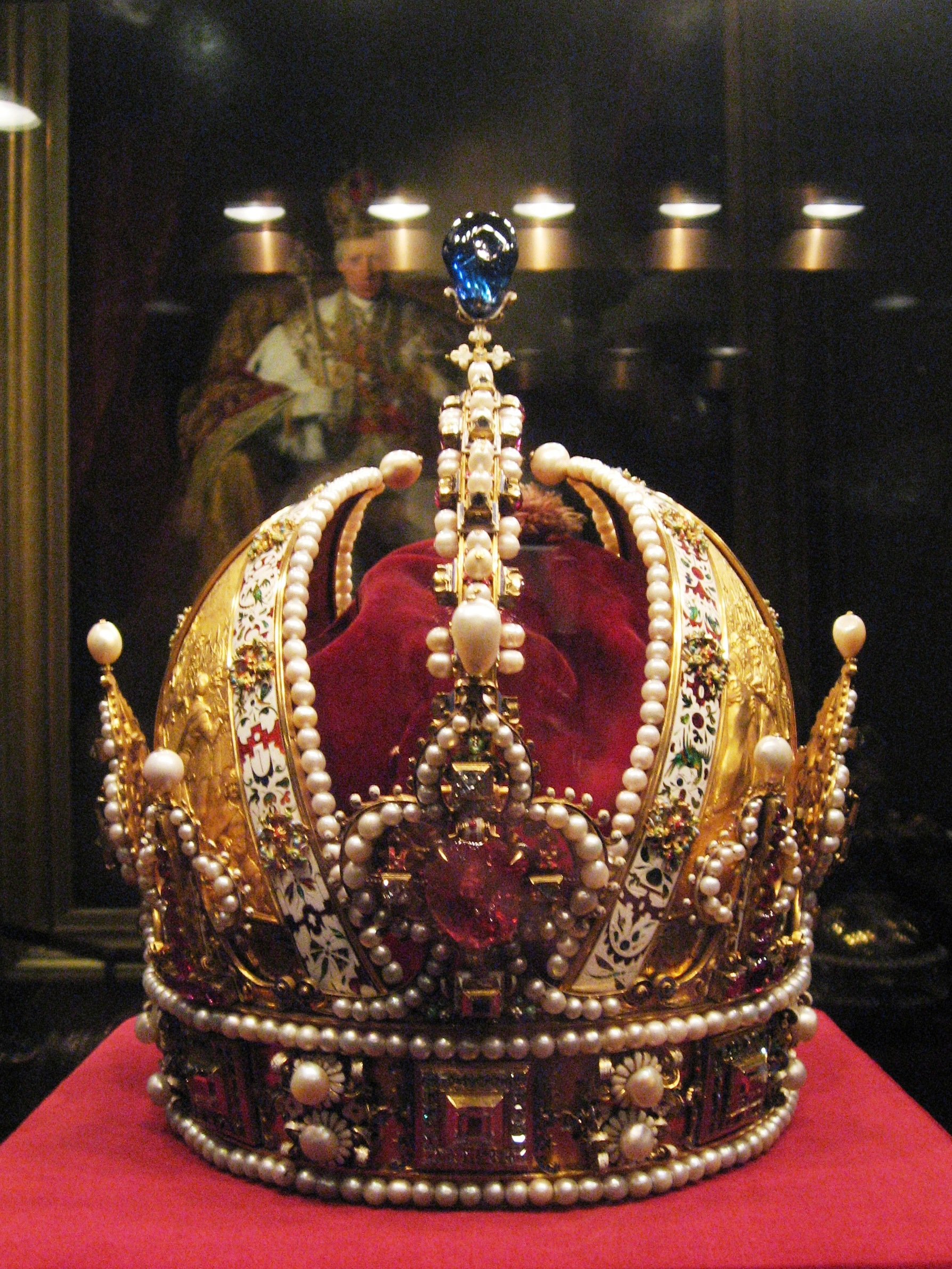
Корона Імператорів Австрії

Правителі Австрії, представники династії Габсбургів, що протягом багатьох століть мали титул Імператорів Священної Римської імперії, переважно проживали у Відні. Тому термін «австрійський імператор» може зустрічатись в історичних текстах, що стосуються часу до 1804 року, коли офіційно ще не існувало Австрійської імперії.
Перед обличчям агресії з боку Наполеона I, який був проголошений Імператором французів (фр.: Empereur des Francais), за французькою конституцією 18 травня 1804 року, Франц II побоювався за майбутнє Священної Римської імперії і хотів підтримати імперський статус своєї родини в тому випадку, коли Священна Римська імперія мала бути розпущена.
11 серпня 1804 року було проголошено новий титул «Імператор Австрії» для Франца ІІ і всіх його нащадків з роду Габсбургів-Лотарингів. Протягом двох років Франц носив два титули: імператор Священної Римської імперії Франц II та «по благодаті Божій» (Von Gottes Gnaden) імператор Австрії Франц I.
1805 року австрійська армія зазнала принизливої поразки в битві під Аустерліцем. Після перемоги Наполеон узявся за демонтаж Священної Римської імперії» (яка в той час була лише безсилою конфедерацією) за підтримки низки німецьких князів, які хотіли створити власну державу. Це призвело до того, що Франц II 6 серпня 1806 року зрікся корони Священної Римської імперії.
З 1806 року він був імператором тільки Австрії.

## Повний титул
Повний титул імператора Австрії (також називали імператор Австро-Угорщини) складався з переліку королівств, земель та територій, якими він володів, або на які мав спадкові права.
Скорочене звернення до імператора було «імператор Австрії й Апостольський король Угорщини», «Його Величність імператор і король», «Його Імператорська і Королівська Апостольська Величність».
Повний титул Імператора Австрії (від 1866 року): Імператор Австрії,

Апостольський король Угорщини,

Король Богемії, Далмації, Хорватії, Славонії, Галичини та Володомерії і Іллірії,

Король Єрусалиму, і так далі,

Ерцгерцог Австрії,

Великий герцог Тоскани і Кракова,

Герцог Лотарингії, Зальцбурга, Штирії, Каринтії, Крайни і Буковини,

Великий князь Трансільванії,

Маркграф Моравії,

Герцог Верхньої і Нижньої Сілезії, Модени, Парми, П'яченци і Гуасталли, Освенцима і Затора, Цешина, Фріулі, Рагуза і Зара,

Князь-Граф Габсбурга і Тіроля, з Кибурга, Гориці і Градишки,

Князь Трента і Бріксена,

Маркграф Верхньої і Нижньої Лужиці та Істрії,

Граф Гогенемса, Фельдкірха, Брегенца, Зонненберга, і так далі,

Лорд Трієста, Котора і Словенської марки,

Великий воєвода Воєводства Сербії, і так далі,

Суверен Ордену Золотого руна.

## Список Імператорів Австрії
Список Австрійських Імператорів з 1804 по 1918 рр.
| Портрет | Ім'я                   | Роки життя                                           | Правління                                        | Титул / Примітки                                        | Династія                     |
| ------- | ---------------------- | ---------------------------------------------------- | ------------------------------------------------ | ------------------------------------------------------- | ---------------------------- |
|         | Франц II               | 12 лютого 1768 — 2 березня 1835 (у віці 67 років)    | 11 серпня 1804 — 2 березня 1835                  | Син Леопольда II, імператора Священної Римської імперії | Династія Габсбурґ-Лотаринґен |
|         | Фердинанд I            | 19 квітня 1793 — 29 червня 1875 (у віці 82 роки)     | 2 березня 1835 — 2 грудня 1848 (відрікся)        | Син Фердинанда І                                        | Династія Габсбурґ-Лотаринґен |
|         | Франц Йосип I          | 18 серпня 1830 — 21 листопада 1916 (у віці 86 років) | 2 грудня 1848 — 21 листопада 1916                | Син Франца І                                            | Династія Габсбурґ-Лотаринґен |
|         | Карл I зрікся престолу | 17 серпня 1887 — 1 квітня 1922 (у віці 34 роки)      | 21 листопада 1916 — 11 листопада 1918 (відрікся) | Син Франца Йосипа                                       | Династія Габсбурґ-Лотаринґен |